# أندي بياتي
أندي بياتي (بالإنجليزية: Andy Beattie)‏ مواليد 11 أغسطس 1913 في اسكتلندا، أبردينشاير - الوفاة 20 سبتمبر 1983 في نوتنغهام، كان لاعب ومدرب كرة قدم اسكتلندي كان يلعب في مركز الدفاع. أول فريق دربه كان منتخب اسكتلندا الوطني.

## المسيرة الاحترافية

### أندية لعب لها
- بريستون نورث إيند

## روابط خارجية
- أندي بياتي على موقع الاتحاد الإسكتلندي (الإنجليزية)
- أندي بياتي على موقع قاعدة بيانات كرة القدم.إي يو (الإنجليزية)
- أندي بياتي على موقع ناشيونال فوتبول تيمز (الإنجليزية)